# 마쓰다이라 요리노부
마쓰다이라 요리노부(일본어: 松平頼誠, 1803년 2월 15일 ~ 1862년 9월 6일)는 일본 에도 시대의 다이묘로, 모리야마번의 5대 번주이다. 관위는 종4위하, 다이가쿠노카미이다.
모리야마 번의 4대 번주 마쓰다이라 요리요시의 맏아들로 태어났다. 1830년, 아버지가 사망하자 후사를 이었고, 1862년에 사망하였다. 셋째 아들 요리노리가 그 뒤를 이었다.
| 전임 마쓰다이라 요리요시 | 제5대 모리야마번 번주 1830년 ~ 1862년 | 후임 마쓰다이라 요리노리 |